# 科瓦利斯 (俄勒岡州)
科瓦利斯（英語： /kɔːrˈvælɪs/）是美国俄勒冈州中西部的一个小型城市，為本頓縣的縣治，中文又称谷心镇。因威拉米特河的支流玛丽河流经此地而被称为玛丽威尔（Marysville），1853年后才改称科瓦利斯（来自拉丁语cor vallis，意为山谷之心）。
該城市在2010年美国人口普查显示科瓦利斯现有人口约54462。俄勒冈州立大学主校區坐落于科瓦利斯。惠普公司的一個主要打印机研发中心以及消耗品生产工厂也位于本城。

## 地理方位
科瓦利斯位于北纬44°34'15"西经123°16'34"(44.570780, -123.275998)，平均海拔72米。